# الجميلة والوحش (مسلسل 2012)
الجميلة والوحش (بالإنجليزية: Beauty and the Beast)‏، مسلسل تلفزيوني أميريكي مستوحى من مسلسل يحمل نفس الاسم ظهر عام 1987 لشبكة سي بي إس. عرض المسلسل لأول مرة في 11 تشرين الأول/أكتوبر 2012، ويعرض على شبكة سي دبليو التلفزيونية.
في 13 فبراير، 2015 تم تجديد عقد المسلسل إلى موسم رابع قبيل البدء في الموسم الثالث.

## سير الأحداث
تدور أحداث المسلسل حول المحققة «كاثرين تشاندلر»؛ التي تتعرض هي ووالدتها لمحاولة للقتل قبل 9 سنوات ولكن يتم إنقاذها من قبل وحش غريب الشكل بينما تموت والدتها، وأثناء توليها لأحدى القضايا أثناء عملها في شرطة نيويورك تكتشف «كاثرين» رابطًا يقودها للوحش الذي أنقذ حياتها من قبل، وتحاول التقرب منه لمعرفة حقيقته؛ لتكتشف أن حياتها السابقة كانت مليئة بالأكاذيب، فتسعى لكشف الحقيقة وراء الأسرار التي تخفيها عائلتها. في نفس الوقت الذي تدخل فيه في علاقة حب مع دكتور فينسينت كيلر؛ بطل الحرب؛ الذي يمتلك قدرات خارقة تحوله إلى وحش مرعب ساعة غضبه، بينما يسعى الاثنان في الوقت ذاته إلى الهرب من منظمة غامضة تسعى ورائهما.

## الممثلين والأدوار
| الممثل            | الدور          | الموسم    | الموسم    | الموسم    |
| الممثل            | الدور          | الأول     | الثاني    | الثالث    |
| ----------------- | -------------- | --------- | --------- | --------- |
| كريستين كريوك     | كاثرين تشاندلر | دور رئيسي | دور رئيسي | دور رئيسي |
| جاي راين          | فينسيت كيلر    | دور رئيسي | دور رئيسي | دور رئيسي |
| أوستن بيسز        | جي تي فوربس    | دور رئيسي | دور رئيسي | دور رئيسي |
| نينا ليزاندريلو   | تيس فارغاس     | دور رئيسي | دور رئيسي | دور رئيسي |
| سندهيل رامامورثي  | غابرييل لوين   | دور رئيسي | دور رئيسي |           |
| براين جي وايت     | جو بيشوب       | دور رئيسي |           |           |
| ماكس براون        | إيفان ماركس    | دور رئيسي |           |           |
| آمبر سكاي نويس    | توري ويندسور   |           | دور رئيسي |           |
| نيكول غال اندرسون | هيذر تشاندلر   | دوري      | دوري      | دور رئيسي |

## الحلقات
| الموسم | الموسم | الحلقات | البث الأصلي    | البث الأصلي   |
| الموسم | الموسم | الحلقات | أول حلقة       | أخر حلقة      |
| ------ | ------ | ------- | -------------- | ------------- |
|        | الأول  | 22      | 11 أكتوبر 2012 | 16 مايو 2013  |
|        | الثاني | 22      | 7 أكتوبر 2013  | 7 يوليو 2014  |
|        | الثالث | 13      | 11 يونيو 2015  | 3 سبتمبر 2015 |

## البث
| الدولة           | الشبكة التلفزيونية | أول عرض         |
| ---------------- | ------------------ | --------------- |
| الولايات المتحدة | سي دبليو           | أكتوبر 11, 2012 |
| كندا             | شوكيس              | أكتوبر 11, 2012 |
| كيبك             | زد تيلي            | فبراير 10, 2014 |
| الفلبين          | إي تي سي           | أكتوبر16, 2012  |
| البرتغال         | تي في سيني         | أكتوبر 29, 2012 |
| السويد           | سجان               | نوفمبر 1, 2012  |
| البرازيل         | محطة يونيفرسال     | نوفمبر 12, 2012 |
| الأرجنتين        | محطة يونيفرسال     | نوفمبر 14, 2012 |
| المكسيك          | محطة يونيفيرسال    | نوفمبر 14, 2012 |
| باراغواي         | محطة يونيفيرسال    | نوفمبر 14, 2012 |
| بيرو             | محطة يونيفيرسال    | نوفمبر 14, 2012 |
| تركيا            | فوكس لايف          | نوفمبر 30, 2012 |
| بلغاريا          | فوكس               | ديسمبر 6, 2012  |
| إسرائيل          | ياس                | يناير10, 2013   |
| اليونان          | فوكس               | يناير 15, 2013  |
| قبرص             | فوكس               | يناير 15, 2013  |
| المملكة المتحدة  | ووتش               | يناير 16, 2013  |
| نيوزيلندا        | برايم              | يناير 18, 2013  |
| النرويج          | تي في 2 بليس       | فبراير 24, 2013 |
| هولندا           | نيت 5              | فبراير 27, 2013 |
| جنوب إفريقيا     | إم نيت             | مارس 10, 2013   |
| الهند            | بيغ سي بي إس لوف   | مايو 25, 2013   |
| إسبانيا          | كاترو              | يوليو 15, 2013  |
| أستراليا         | فوكس8              | مايو 22, 2013   |
| إيطاليا          | ري دو              | مايو 29, 2013   |
| المجر            | سوبر تي في 2       | يونيو 2, 2013   |
| بولندا           | أي إكس سبين إتش دي | يونيو 24, 2013  |
| رومانيا          | كانال دي           | سبتمبر 25, 2013 |
| فرنسا            | دبليو 9            | ديسمبر 22, 2013 |
| ألمانيا          | كابل إينس          | فبراير 7, 2014  |
| سلوفاكيا         | تي في دوما         | مارس 28, 2014   |
| بنما             | تي في ماكس         | يوليو 24, 2014  |
| العالم العربي    | إم بي سي 4         | نوفمبر 14, 2014 |
| فنلندا           | هيرو               | نوفمبر 27, 2014 |

## روابط خارجية
- الجميلة والوحش على موقع IMDb (الإنجليزية)
- الجميلة والوحش على موقع ميتاكريتيك (الإنجليزية)
- الجميلة والوحش على موقع روتن توميتوز (الإنجليزية)
- الجميلة والوحش على موقع كينوبويسك (الروسية)
- الجميلة والوحش على موقع ألو سيني (الفرنسية)
- الجميلة والوحش على موقع قاعدة بيانات الفيلم (الإنجليزية)